# بلدة فالي (مقاطعة مارشال)
بلدة فالي، مقاطعة مارشال (مينسوتا) (بالإنجليزية: Valley Township, Marshall County, Minnesota)‏ هي منطقة سكنية تقع في الولايات المتحدة في مقاطعة مارتين، مينيسوتا. يقدر عدد سكانها بـ 164 نسمة ومساحتها 87.9 كم2 وترتفع عن سطح البحر 357 متر.